# Blåvinget gås
Blåvinget gås (latin: Cyanochen cyanoptera) er en andefugl, der lever i Etiopien.